# Rudolf Gross (Mediziner)
Rudolf Wolfgang Johannes Gross (* 1. Oktober 1917 in Stuttgart; † 14. September 2008 in Köln) war ein deutscher Hämatologe, Onkologe, Internist und Hochschullehrer.

## Leben
Gross studierte nach Arbeits- und Militärdienst unter der nationalsozialistischen Herrschaft von 1937 bis 1944 Medizin; bis Kriegsende war er als Truppenarzt in Kriegsgefangenenlazaretten eingesetzt. Nach Kriegsende erhielt er seine klinische Ausbildung an der Klinik der Eberhard Karls Universität Tübingen bei Hans Hermann Bennhold und Hans Erhard Bock vor allem auf den Gebieten der Hämatologie und Onkologie.
Er war verheiratet und hatte drei Kinder.

## Wirken
Im Jahr 1949 folgte er Bock an das Universitätsklinikum Marburg. In den Jahren 1951 bis 1952 arbeitete er experimentell mit Hans Lettré am Krebsforschungsinstitut des Universitätsklinikums Heidelberg zusammen. Im Juni 1954 habilitierte er sich an der Philipps-Universität Marburg mit einer Studie über klinische Aspekte der Fibrinolyse und Thrombolyse. Im Februar 1960 wurde er zum außerplanmäßigen Professor ernannt. Gemeinsam mit Bock kehrte er 1962 nach Tübingen zurück. Im Jahr 1964 erhielt er einen Ruf auf den Lehrstuhl für Innere Medizin I der Universität zu Köln und wurde Leiter der Medizinischen Klinik I, wo er bis 1983 (oder bis zu seiner Emeritierung 1982) als Direktor wirkte.
Gross hat circa 700 wissenschaftliche Arbeiten veröffentlicht. Das ursprünglich von Jahn und später von Gross, Schölmerich und Gerok herausgegebene Lehrbuch Die Innere Medizin ist zu einem Standardwerk geworden. Teile der auch von Gross in Köln gehaltenen Vorlesung Medizinische Klinik und Poliklinik fanden Eingang in das „Skript“ Innere Medizin von Gerd Herold. Nach seiner Emeritierung leitete Gross die medizinisch-wissenschaftliche Redaktion des Deutschen Ärzteblattes.
Er war Präsident der Deutschen Gesellschaft für Innere Medizin (1978) und Präsident der Ludwig Heilmeyer Gesellschaft für Fortschritte in der Inneren Medizin (1979–1990).
Er präsidierte u. a. beim DGHO-Kongress in Köln 1971, dem Internisten-Kongress in Wiesbaden 1978 und dem Internationalen Hämatologenkongress (European und African Division) in Hamburg 1979.

## Veröffentlichungen (Auswahl)
- mit Paul Schölmerich und Wolfgang Gerok (Hrsg.): 1000 Merksätze Innere Medizin. (= UTB für Wissenschaft / Uni-Taschenbücher. Band 522). 4., völlig neu bearbeitete Auflage. Schattauer, Stuttgart / New York 1989, ISBN 3-7945-1282-0.
- mit Paul Schölmerich und Wolfgang Gerok (Hrsg.): Lehrbuch der Inneren Medizin. 7. Auflage. Stuttgart / New York 1988.
- Blutgerinnung und Fibrinolyse: Anleitung z. Therapie mit Antikoagulantien, Thrombolytika u. Inhibitoren d. Fibrinolyse. 2., verb. Auflage. Bayer, Pharmazeut.-Wiss. Abt., Leverkusen 1969, S. 77.
- Medizinische Diagnostik, Grundlagen und Praxis. Springer, Berlin, Heidelberg, New York 1969.
- Die innere Medizin: mit 565 Tabellen sowie 62 Synopsen. 9., neubearb. Auflage. Schattauer, Stuttgart, New York, ISBN 978-3-7945-1900-2.
- Prinzipien der Medizin: Eine Übersicht ihrer Grundlagen und Methoden. Springer, Berlin, Heidelberg 1997, ISBN 978-3-642-60426-3.

## Mitgliedschaften
- seit 1973: Mitglied der Leopoldina[1]
- seit 1987: Korrespondierendes Mitglied der Heidelberger Akademie der Wissenschaften

## Ehrungen und Auszeichnungen
- Wilhelm-Warner Preis für Krebsforschung[3]
- Dr. Salzer-Preis für Krebsforschung[3]
- Heilmeyer-Medaille in Gold der Gesellschaft für Fortschritte auf dem Gebiet der Inneren Medizin[3]
- Ehrendoktorwürde der Universität Marburg[1][3]
- 1985: Bundesverdienstkreuz 1. Klasse[1]
- 1986: Ehrenmitglied der Deutschen Gesellschaft für Hämatologie und Medizinische Onkologie[2]
- 1999: Gustav-von-Bergmann-Medaille
- Ernst-von-Bergmann-Plakette[3]
- Paracelsus-Medaille der deutschen Ärzteschaft[3][4]
- Rudolf-Jürgens-Gedenk-Medaille für hervorragende Verdienste um die Blutgerinnungsforschung